# یواس‌اس تارگتر (وای‌وی-۳)
یواس‌اس تارگتر (وای‌وی-۳) (به انگلیسی: USS Targeteer (YV-3)) یک کشتی بود که طول آن ۲۰۳ فوت ۳ اینچ (۶۱٫۹۵ متر) بود. این کشتی در سال ۱۹۴۵ ساخته شد.